# Medal Rannych
Medal Rannych (niem. Verwundetenmedaille, węg. Sebesültek Érme) – odznaczenie wojskowe nadawane przez Austro-Węgry w latach 1917–1918 i przez Republikę Austrii od 1975.

## Czasy cesarstwa
Medal został po raz pierwszy ustanowiony przez cesarza Karola I 12 sierpnia 1917 roku. Nadawane żołnierzom austro-węgierskim, bez względu na stopień i rodzaj broni, oraz osobom cywilnym współpracującym z siłami zbrojnymi, za rany odniesione w wyniku działań wojennych, a także osobom, które zostały inwalidami na skutek takich działań.
Wykonany z cynku medal miał średnicę 38 mm. Awers: wizerunek zwróconej w prawo głowy cesarza Karola bez korony, z łac. napisem „CAROLVS” powyżej oraz dwiema gałązkami laurowymi poniżej. Rewers: łac. napis „LAESO MILITI” (rannemu żołnierzowi) w dwóch rzędach oraz rok „MCMXVIII” zapisany cyframi rzymskimi poniżej. Wstążka: złożona w trójkąt, szara (popielata) z czerwonymi paskami wzdłuż brzegów, oraz z jednym do pięciu czerwonymi paskami pośrodku, oblamowanymi czarnymi prążkami za każdą odniesioną ranę. Wstążka medalu dla inwalidów nie posiada środkowych pasków.

## Czasy republiki
Z powodu wzmożonej aktywności Austriaków w misjach ONZ i dużej ilości rannych, medal ustanowiony został po raz drugi, w historycznym nawiązaniu do cesarskiego poprzednika, ustawą federalną z 11 czerwca 1975, jako dwuklasowe odznaczenie dla członków austriackich sił zbrojnych i służb porządkowych. Jego wygląd i sposób noszenia dla sił zbrojnych został ustalony rozporządzeniem ministra obrony narodowej 11 lipca 1975, a dla służb porządkowych rozporządzeniem ministra spraw wewnętrznych 21 października 1975. Odznaczenie I klasy przysługuje za ciężkie rany powodujące trwałe uszkodzenia (inwalidztwo), a odznaczenie II klasy za wszelkie pozostałe rany. 
Wykonywany jest z pozłacanego brązu w I klasie i posrebrzanego brązu w II klasie. Okrągły medal ma średnicę 40 mm. W wersji dla żołnierzy awersie znajduje się napis w trzech rzędach „DEM VERWUNDETEN SOLDATEN” (rannym żołnierzom), pod którym umieszczono symbol austriackich sił zbrojnych – trójkąt wpisany w okrąg i dwie gałęzie z liśćmi laurowymi. W wersji dla sił porządkowych napis „IM DIENST VERLETZT” (raniony na służbie) umieszczono wzdłuż dolnej krawędzi medalu, a w jego centrum umieszczono dwie gałęzie z liśćmi laurowymi. Na rewersie znajduje się austriacki orzeł z godła państwowego. Medal wieszany jest na złożonej w trójkąt, ciemnozielonej wstążce o szerokości 45 mm, z dwoma czerwonymi paskami wzdłuż brzegów o szerokości 5 mm. W przypadku powtórnego nadania medalu w tej samej klasie, liczbę nadanych medali oznacza liczba wąskich (2 mm), czerwonych pasków na wzdłuż środka wstążki. Pięć pasków (maksymalna liczba) oznacza nadanie medalu więcej niż cztery razy.
Odznaczenie to nosi się po Medalu Uznania Wojskowego, a przed Medalem Misji Austriackich Sił Zbrojnych za wojskową obronę narodową.